# Dejan Lekić
Dejan Lekić -en serbi Дејан Лекић- (7 de juny de 1985, Kraljevo) és un futbolista professional serbi que juga de davanter al Las Rozas. Ha format part de la selecció nacional sèrbia des del 2009.